# Ulysse reconnaissant Achille parmi les filles de Lycomède
Ulysse reconnaissant Achille parmi les filles de Lycomède est un tableau réalisé par la peintre italienne Artemisia Gentileschi vers 1640. De format horizontal, cette huile sur toile est une peinture mythologique qui illustre un épisode de l'Achilléide de Stace. Elle représente l'instant où Ulysse identifie Achille, qui s'est déguisé en femme, parmi les filles de Lycomède. Se faisant lui-même passer pour un marchand, il remarque l'intérêt révélateur que porte le jeune homme travesti à une flèche qu'il a sortie d'un coffret rouge à l'intention la cour de Skýros. À l'autre bout de la table sur laquelle toutes les autres figures se penchent, une demoiselle à part se contemple dans un miroir dont le reflet comprenait un autoportrait de l'artiste avant qu'elle ne l'obscurcisse par repentir. Répparue sur le marché de l'art milanais en 2005, l'œuvre est conservée dans une collection privée.